# Jupiter Icy Moons Orbiter

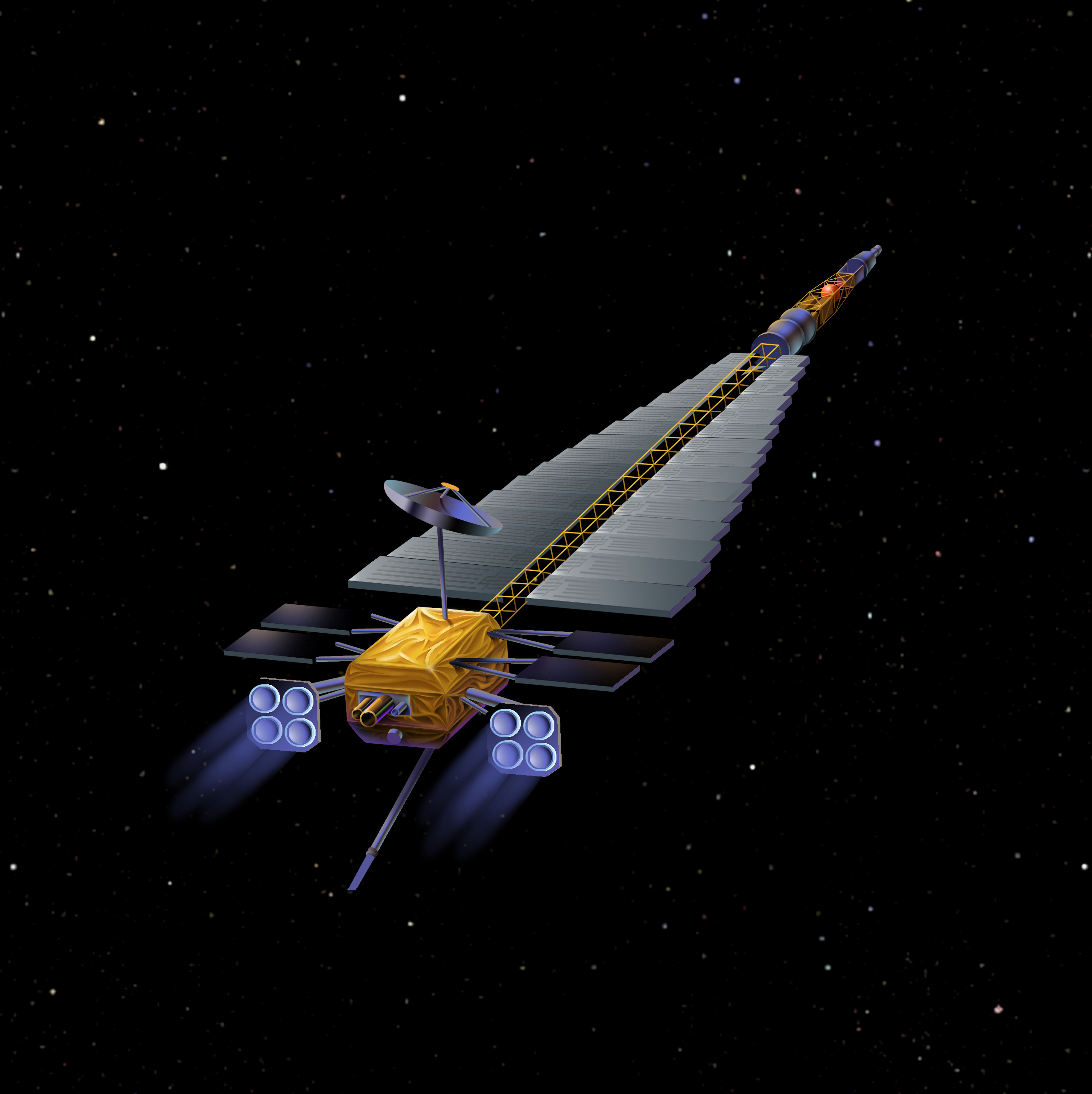
Rappresentazione artistica del JIMO

La sonda spaziale Jupiter Icy Moon Orbiter (JIMO) faceva parte del progetto di esplorazione spaziale Prometheus e avrebbe dovuto raggiungere la superficie dei tre satelliti gioviani su cui è stata rilevata la presenza di acqua allo stato solido: Callisto, Ganimede ed Europa.
Le speranze che molti scienziati nutrivano nei confronti di questa missione spaziale sono state infrante nel 2006, quando il Governo degli Stati Uniti ha sospeso i finanziamenti per questa missione ritenuta troppo ambiziosa per essere tentata.
JIMO avrebbe utilizzato un innovativo motore nucleare a ioni il cui funzionamento non era stato ancora sperimentato su lunghe distanze e che non avrebbe fornito garanzie sufficienti a continuare il finanziamento del progetto.
Sebbene il progetto JIMO, che avrebbe dovuto portare a raggiungere la superficie di Europa intorno al 2015, sia stato cancellato, l'esplorazione di questo satellite e delle altre "lune ghiacciate" gioviane restava un'assoluta priorità all'interno della ricerca spaziale statunitense. Successivamente NASA ed ESA proposero una missione congiunta chiamata Europa Jupiter System Mission, ma anche questa venne cancellata nel 2011. Infine i due enti spaziali presero vie diverse, l'ESA proseguì per proprio conto e nel 2012 approvò la missione Jupiter Icy Moons Explorer, con lancio previsto nel 2023, e la NASA si concentrò su una sonda da mandare verso Europa, chiamata Europa Clipper, con lancio previsto nel 2024.